# Hylophylax naevioides
El hormiguero moteado (en Honduras y Costa Rica) (Hylophylax naevioides), también denominado hormiguero collarejo (en Panamá y Colombia) u hormiguerito moteado (en Nicaragua), es una especie de ave paseriforme de la familia Thamnophilidae perteneciente al género Hylophylax. Es nativa de América Central y del noroeste de América del Sur.

## Distribución y hábitat
Se distribuye desde la pendiente caribeña de Honduras, por Nicaragua, Costa Rica, Panamá, norte de Colombia y por la pendiente del Pacífico de Colombia y Ecuador.
Esta especie es considerada bastante común en su hábitat natural: el sotobosque de selvas húmedas, así como en los bosques secundarios aledaños, por debajo de los 900 m de altitud.

## Descripción
En promedio mide 11,5 cm de longitud y pesa 18 g. El macho tiene la parte superior y lados de la cabeza color pizarra, con tinte parduzco en la corona y la nuca. El dorso es de color castaño rufo, con una mancha blanca oculta, y un tono más castaño oliváceo y opaco de la grupa a la base de la cola. La garganta es negra; el pecho y abdomen son blancos, con manchas negras grandes a través del pecho. Los flancos y coberteras infracaudales son grisáceos. La parte media de la cola es negra con puntas canela. Las alas son negruzcas, con la punta de las coberteras alares y secundarias color canela rufo. El pico es negro. La hembra muestra la mayor parte de la cabeza castaño oliváceo; el dorso rufo más opaco; la garganta blanco opaco, y el pecho está atravesado por una faja borrosa grisácea y ante; los flancos sn gris parduzco extendido; la mandíbula es gris. Las patas son gris pálido.

## Comportamiento

### Alimentación
Se alimenta de artrópodos. Busca alimento siguiendo a las hormigas guerreras (Eciton), atrapando los insectos y arañas que huyen de las hormigas.

### Reproducción
Construye con material vegetal, en el sotobosque, un nido en forma de taza profunda de paredes delgadas, a una altura del suelo de 0,3 a 1 m. La hembra pone dos huevos blancos, los cuales son incubados por la pareja durante 11 días.

## Sistemática

### Descripción original
La especie H. naevioides fue descrita por primera vez por el naturalista francés Frédéric de Lafresnaye en 1847 bajo el nombre científico Conopophaga naevioïdes; localidad tipo «sin localidad = Ciudad de Panamá, Panamá.»

### Etimología
El nombre genérico masculino «Hylophylax» se compone de las palabras griegas «ὑλη hulē»: bosque, selva, y «φυλαξ phulax, φυλακος phulakos»: guardián, centinela; significando «guardián del bosque»; y el nombre de la especie «naevioides», se compone de las palabras del latín «naevius, naevus»: punteado, manchado y «oidēs»: se parece; significando «que se parece a la especie Pipra naevia».

### Taxonomía
Estudios evolucionarios recientes de la presente especie y de Hylophylax naevius encontraron que no solo no es monofilética como que la presente especie está agrupada con esta última y es hermana de una forma de H. naevius encontrada al sur del río Amazonas. Poblaciones de esta especie del oeste de Colombia fueron descritas como la subespecie subsimilis, pero es considerada inseparable de la nominal.

### Subespecies
Según la clasificación del Congreso Ornitológico Internacional (IOC) (Versión 7.3, 2017) y Clements Checklist v.2017, se reconocen dos subespecies, con su correspondiente distribución geográfica:
- Hylophylax naevioides capnitis (Bangs, 1906) – pendiente caribeña desde Honduras hacia el sur hasta Costa Rica (llegando a la pendiente del Pacífico en el noroeste) y oeste de Panamá (al este hasta Coclé, llegando a la pendiente del Pacífico en Veraguas).
- Hylophylax naevioides naevioides (Lafresnaye, 1847) – este de Panamá (ambas pendiente hacia el este desde Colón y provincia de Panamá), norte y oeste de Colombia (al este hasta Cesar y Santander en la pendiente norte) y oeste de Ecuador (al su hasta Guayas y Chimborazo).